# Jorge Martins
Jorge Manuel Martins da Silva (* 12. August 1954 in Alhos Vedros) ist ein ehemaliger portugiesischer Fußballtorhüter.

## Karriere
Martins begann seine Karriere bei FC Barreirense, welche er bis 1983 die Treue hielt. Von 1983 bis 1984 war er bei Vitória Setúbal unter Vertrag. In diese Zeit fiel auch die Einberufung in den Kader der Portugiesen zur Fußball-Europameisterschaft 1984 in Frankreich. Martins kam zu keinem Einsatz, wie auch in allen Spielen für Portugal, in denen er einberufen wurde. Von 1984 bis 1985 war er bei Benfica Lissabon unter Vertrag, wo er portugiesischer Pokalsieger wurde. In der nächsten Saison war er bei Belenenses Lissabon unter Vertrag, wo er ebenfalls für ein Großereignis einberufen wurde. In seiner Zeit in Lissabon fiel die Einberufung in den Kader der Portugiesen für die Fußball-Weltmeisterschaft 1986 in Mexiko. Er kam wieder nicht zum Einsatz. Danach spielte der Torhüter noch eine Saison beim SC Farense und beendete darauf seine Karriere.

## Erfolge
- Portugiesischer Pokalsieger: 1984/85